# أق زيارت
أق‌ زيارت هي قرية في مقاطعة سلماس، إيران. يقدر عدد سكانها بـ 414 نسمة بحسب إحصاء 2016.